# La Chapelle-d'Armentières
La Chapelle-d'Armentières è un comune francese di 8 213 abitanti situato nel dipartimento del Nord nella regione dell'Alta Francia.

## Società

### Evoluzione demografica
Abitanti censiti